# Бондаренко, Пётр Николаевич
Пётр Николаевич Бондаренко (1921—1943) — младший сержант Рабоче-крестьянской Красной армии, участник Великой Отечественной войны, Герой Советского Союза (1943).

## Биография
Родился 25 февраля 1921 года в селе Малая Рача (ныне — Радомышльский район Житомирской области Украины) в крестьянской семье. После окончания неполной средней школы работал в колхозе. В марте 1941 года был призван на службу в Рабоче-крестьянскую Красную Армию. С июня 1941 года — на фронтах Великой Отечественной войны. Участвовал в боях на Юго-Западном, Сталинградском и 2-м Украинском фронтах. В 1942 году вступил в ВЛКСМ. Участвовал в Курской битве. К октябрю 1943 года младший сержант Пётр Бондаренко был наводчиком орудия 115-го гвардейского истребительно-противотанкового артиллерийского полка 7-й гвардейской армии 2-го Украинского фронта. Отличился во время битвы за Днепр.
Летом 1943 года часть Бондаренко вышла к Днепру в районе города Кременчуга Полтавской области Украинской ССР. 27 сентября 1943 года батарея форсировала Днепр и приняла участие в обороне плацдарма на его западном берегу. Заметив небольшую лощину, уходившую в сторону контратакующих, Бондаренко предложил командиру расчёта выкатить по ней орудие и ударить им во фланг. С первого же выстрела расчёт уничтожил немецкий пулемёт. Постоянно меняя позиции, расчёт в том бою уничтожил в общей сложности 2 пулемёта, 1 противотанковое орудие и около 45 немецких солдат и офицеров. Действия расчёта способствовали успешному отражению контратаки.
Утром 7 октября 1943 года 20 немецких танков и десант пехоты прорвались в тыл советских подразделений, стремясь уничтожить их или отбросить обратно за Днепр. В бою Бондаренко уничтожил 2 танка. Когда позиция орудия подверглась нападению подразделения автоматчиков, Бондаренко получил ранение в левое плечо, но поля боя не покинул и продолжил вести огонь. Когда орудие было разбито, Бондаренко продолжал вести огонь из автомата, несмотря на то, что был во второй раз ранен. В этом бою Бондаренко погиб. Похоронен в селе Бородаевка Верхнеднепровского района Днепропетровской области.
Указом Президиума Верховного Совета СССР от 26 октября 1943 года за «мужество и героизм, проявленные в боях за Днепр» гвардии младший сержант Пётр Бондаренко посмертно был удостоен высокого звания Героя Советского Союза. Также был награждён орденом Ленина.